# Liard River Indian Reserve 3
Liard River Indian Reserve 3 är ett reservat i Kanada.   Det ligger i provinsen British Columbia, i den centrala delen av landet, 3 800 km väster om huvudstaden Ottawa.
I omgivningarna runt Liard River Indian Reserve 3 växer i huvudsak barrskog. Trakten runt Liard River Indian Reserve 3 är nära nog obefolkad, med mindre än två invånare per kvadratkilometer.